# Агольфінг
Агольфінг (нім. Aholfing) — громада в Німеччині, розташована в землі Баварія. Підпорядковується адміністративному округу Нижня Баварія. Входить до складу району Штраубінг-Боген. Складова частина об'єднання громад Райн.
Площа — 21,32 км2. Населення становить 1853 ос. (станом на 31 грудня 2020).